# Protocolo Pedemonte-Mosquera
| Protocolo Pedemonte-Mosquera (11 de agosto de 1830) | Protocolo Pedemonte-Mosquera (11 de agosto de 1830) |
| --------------------------------------------------- | --------------------------------------------------- |
| Carlos Pedemonte y Talavera.jpg                     | Tomás Cipriano de Mosquera, joven, con uniforme.png |
| Carlos Pedemonte y Talavera · ( Peru)               | Tomás Cipriano de Mosquera · ( Grã-Colômbia)        |

Protocolo Pedemonte-Mosquera (alternativamente Protocolo Mosquera-Pedemonte) é um suposto documento assinado em 11 de agosto de 1830 em Lima pelo chanceler peruano Carlos Pedemonte y Talavera e pelo ministro plenipotenciário grã-colombiano Tomás Cipriano de Mosquera, cujo conteúdo estabelecia como limites, entre o Peru e a Grã-Colômbia, os rios Tumbes e Marañón. Este protocolo faria parte das negociações fronteiriças entre os dois países na execução do Tratado de Guayaquil assinado no ano anterior.
A autenticidade deste documento é incerta, pois teria sido assinado após a saída de Mosquera do Peru e durante a licença de Pedemonte do cargo. Além disso, o protocolo teria sido concluído em meio ao processo de dissolução da Grã-Colômbia, carecendo de validade pois não possuía aprovação oficial de nenhum dos dois países. Até 1870, quando foi descoberto na legação colombiana em Lima, não há registros de referências ao Protocolo Pedemonte-Mosquera. O documento original nunca foi apresentado, pois não existe nos arquivos oficiais da Colômbia ou do Peru.
Apesar das controvérsias em torno de sua existência, o protocolo tornou-se um dos principais argumentos jurídicos nas reivindicações equatorianas durante sua disputa fronteiriça com o Peru, sendo invocado por aquele país em 1906. Os representantes equatorianos defenderam sua autenticidade alegando a existência de uma cópia oficial emitida pela chancelaria colombiana e sua validade como instrumento de execução do Tratado de Guayaquil. Da mesma forma, a Colômbia também o invocou em 1904 durante sua própria disputa fronteiriça. Sua existência sempre foi negada pelo Peru.